# پاسی تائوریاینن
پاسی تائوریاینن (فنلاندی: Pasi Tauriainen؛ زادهٔ ۴ اکتبر ۱۹۶۴) بازیکن فوتبال اهل فنلاند بود.
از باشگاه‌هایی که در آن بازی کرده‌است می‌توان به باشگاه فوتبال رووانیمی پالوسئورا اشاره کرد.
وی همچنین در تیم‌های ملی فوتبال زیر ۲۱ سال فنلاند و فنلاند بازی کرده‌است.